# 斯特凡纳·查普伊萨特
斯特凡纳·查普伊萨特（法語：Stéphane Chapuisat，1969年6月28日—）出生于洛桑，瑞士知名足球运动员，已退役。欧洲足联50周年庆典时，查普伊萨特被瑞士足协提名为“黄金球员”，即瑞士五十年内的最佳球员。